# Pithomyia stuckenbergi
Pithomyia stuckenbergi är en tvåvingeart som beskrevs av James 1975. Pithomyia stuckenbergi ingår i släktet Pithomyia och familjen vapenflugor.
Artens utbredningsområde är Madagaskar. Inga underarter finns listade i Catalogue of Life.